# Сорокин, Павел Семёнович
Павел Семёнович Сорокин (1839 или 1830-е, Большие Соли, Костромская губерния — 12 [24] мая 1886, Москва) — русский исторический живописец и график, сторонник академизма, заметная фигура среди московских художников времён «великих реформ», педагог; младший брат Евграфа Сорокина. Академик Императорской Академии художеств (с 1883), преподаватель московского Училища живописи, ваяния и зодчества.

## Биография
Вслед за старшим братом в 1846 году поступил в Императорскую Академию художеств вольноприходящим учеником в класс А. Т. Маркова. В 1850 получил золотую медаль второго достоинства за картину «Призвание св. Апостола Андрея на проповедь» и звание классного художника XIV класса. Писал программу на большую золотую медаль «Первые христианские мученики при князе Владимире» (1852, Гос. Третьяковская галерея). В 1854 получил большую золотую медаль за картину «Вулкан, кующий стрелы для Юпитера» и право пенсионной поездки за границу.
Выехал в Германию, но в этот же год вернулся из-за тоски по родине, был назначен в помощь учителю рисования при Академии художеств. Только в 1858 вновь отправился в качестве пенсионера за границу, работал в Риме и Париже. В 1870, по возвращении, поселился в Москве и был назначен преподавателем рисунка в фигурном классе Московского училища живописи, ваяния и зодчества. К. А. Коровин вспоминал, что, выбирая педагога, он пошёл в мастерскую Евграфа Сорокина, так как у Павла ученики «иконы пишут».
Как человек, П. С. Сорокин был «необыкновенно суровый и твёрдый. Он требовал от учащихся строгого соблюдения постов и обязательного посещения церковных служб, ни громких разговоров, ни смеха не слышалось в полупустой квартире». Таким запомнил его С. А. Виноградов, живший у своего преподавателя, бывшего земляка, на квартире при Училище. В 1870—1880-е П. С. Сорокин также преподавал и писал образа в мастерских Троице-Сергиевой лавры. По приглашению Маркова участвовал в живописном убранстве храма Христа Спасителя, за росписи хоров в 1883 получил звание академика. Участвовал на выставках: ученических в Академии художеств (1850−1854), Московского училища живописи (1859), Всероссийской выставке в Москве (1882).
Среди произведений: «Призвание Св. Апостола Андрея на проповедь» (1850), «Первые христианские мученики при Святом Владимире» (1852), «Вулкан куёт стрелы для Юпитера» (1854), «Распятие Спасителя» (1863), «Воскресение Христово» (1865); принимал участие в росписи храма Христа Спасителя в Москве (1870—1880-е).
Был похоронен в поселении Большие Соли при церкви Пресвятой Богородицы «Утоли моя печали».

## Галерея

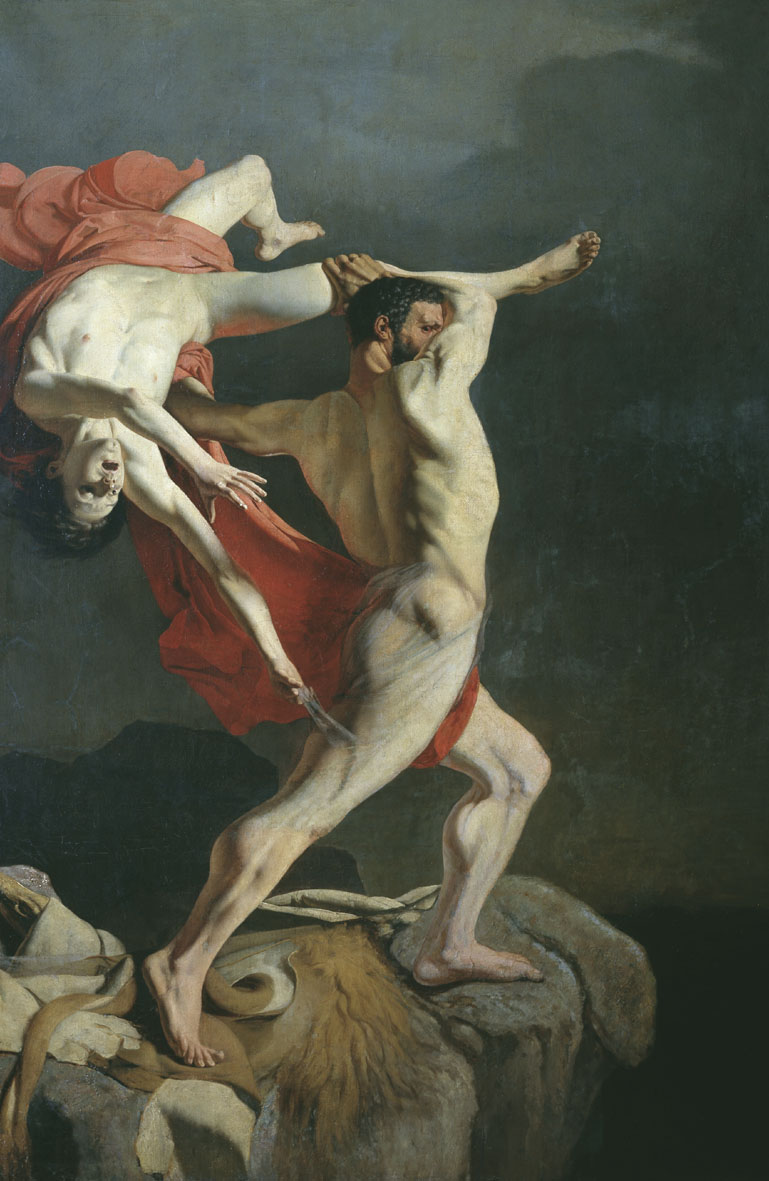
Геркулес и Лихас
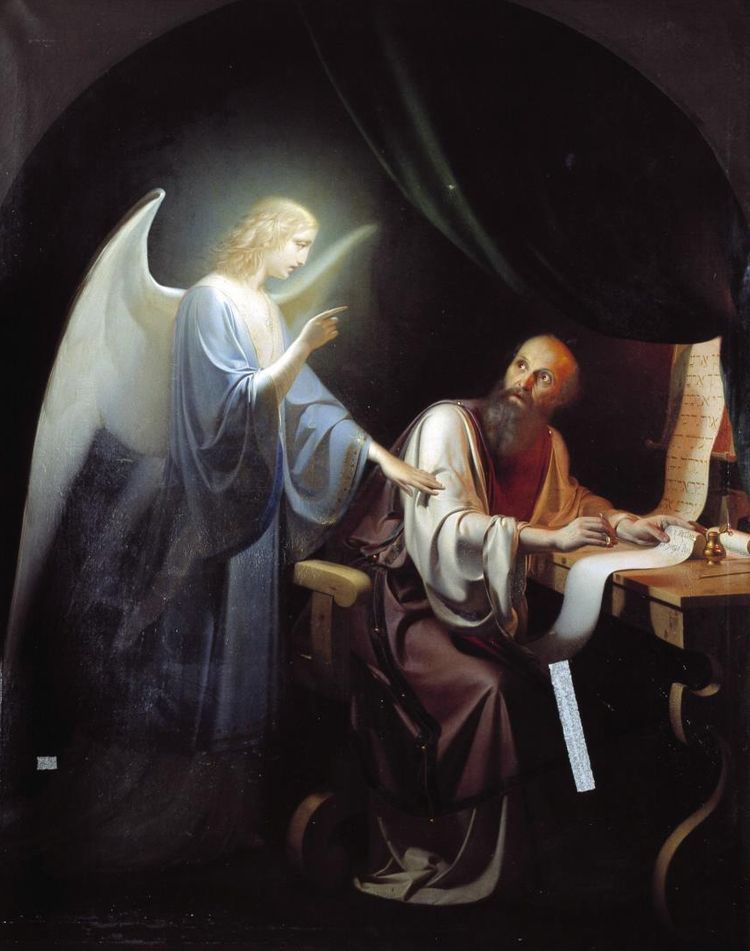
Явление Ангела праведному Симеону
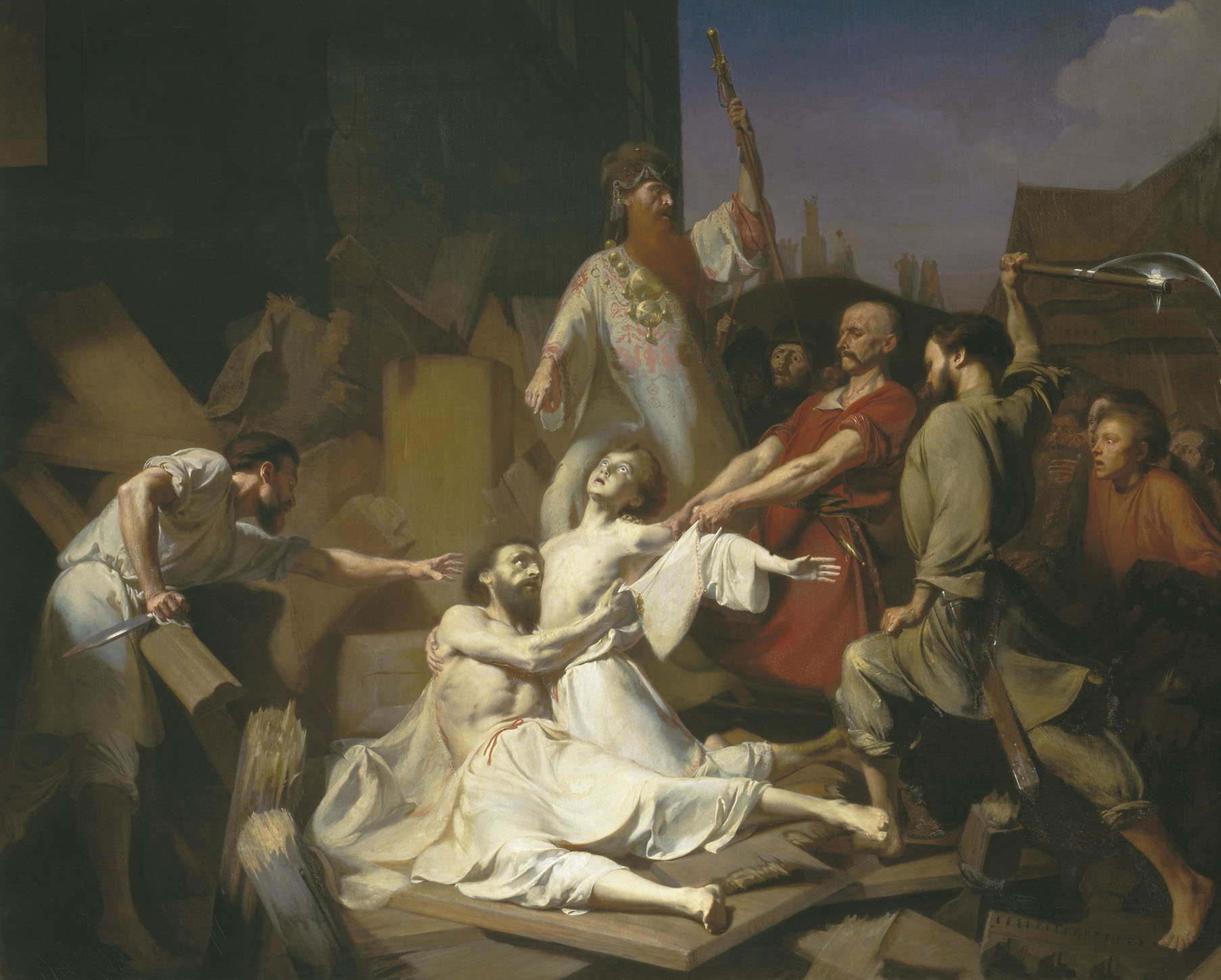
Первые христианские мученики при Святом Владимире